# Danh sách kỷ lục SEA Games trong điền kinh
Danh sách kỷ lục SEA Games trong điền kinh hay Danh sách kỷ lục điền kinh SEA Games là tập hợp danh sách các thành thích tốt nhất trong môn điền kinh tại Đại hội Thể thao Đông Nam Á (SEA Games). Một Đại hội thể thao được tổ chức 2 năm một lần giữa các quốc gia Đông Nam Á với nhau.
Do điền kinh là một môn thể thao cơ bản của Thế vận hội nên nó cũng là một môn bắt buộc trong SEA Games. Vì vậy, điền kinh được tổ chức ở tất cả các kỳ SEA Games từ năm 1959 tới nay. Trong các nội dung của nam thì điền kinh Thái Lan thể hiện sự vượt trội hơn so với các quốc gia khác với 8 kỷ lục. Còn ở danh sách nữ thì điền kinh nữ Việt Nam cũng thể hiện điều tương tự với 8 kỷ lục. Ngoài ra, có 2 nội dung tiếp sức hỗn hợp (2 nam + 2 nữ) 4×100 m, 4×400 m mới được đưa vào thi đấu từ kỳ SEA Games 30 tại Philippines.
Kỷ lục SEA Games tồn tại lâu nhất hiện nay là kỷ lục ở nội dung 100 m nữ với thành tích 11,28 s (+0.9 m/s). Kỷ lục này do nữ hoàng tốc độ Lydia de Vega người Philippines thiết lập ở kỳ Đại hội lần thứ 14 năm 1987. Bà được mệnh danh là người phụ nữ nhanh nhất châu Á thập niên 1980 với hàng loạt huy chương vàng các cự ly 100 m, 200 m ở đấu trường Á vận hội, Giải vô địch châu Á và SEA Games.

## Nam
| 100 m                         | 10.17 | Suryo Agung Wibowo                                                                   | Indonesia             | ngày 13 tháng 12 năm 2009 | SEA Games 2009       | Vientiane, Lào              | [ 1 ]                |                      |                      |
| 200 m                         | 20.69 | Reanchai Seeharwong                                                                  | Thái Lan              | ngày 10 tháng 8 năm 1999  | SEA Games 1999       | Bandar Seri Begawan, Brunei | [ 2 ]                |                      |                      |
| 400 m                         | 46.00 NR | Kunanon Sukkaew                                                                      | Thái Lan              | ngày 12 tháng 6 năm 2015  | SEA Games 2015       | Kallang, Singapore          | [ 3 ]                |                      |                      |
| 800 m                         | 1:48.29 | Samson Vellabouy                                                                     | Malaysia              | ngày 14 tháng 8 năm 1989  | SEA Games 1989       | Kuala Lumpur, Malaysia      |                      |                      |                      |
| 1500 m                        | 3:45.31 NR | Nguyễn Đình Cương                                                                    | Việt Nam              | ngày 11 tháng 12 năm 2007 | SEA Games 2007       | Nakhon Ratchasima, Thái Lan | [ 4 ] [ 5 ]          |                      |                      |
| 5000 m                        | 14:04.82 NR | Nguyễn Văn Lai                                                                       | Việt Nam              | ngày 9 tháng 6 năm 2015   | SEA Games 2015       | Kallang, Singapore          | [ 6 ]                |                      |                      |
| 10.000 m                      | 29:19.62 | Eduardo Buenavista                                                                   | Philippines           | ngày 7 tháng 12 năm 2003  | SEA Games 2003       | Hà Nội, Việt Nam            | [ 7 ]                |                      |                      |
|                               | |                                                                                      |                       |                           |                      |                             |                      |                      |                      |
| Vượt rào 110 m                | 13.69 (+0.2 m/s) | Jamras Rittidet                                                                      | Thái Lan              | ngày 11 tháng 6 năm 2015  | SEA Games 2015       | Kallang, Singapore          | [ 8 ]                |                      |                      |
| Vượt rào 400 m                | 49.40 | Eric Cray                                                                            | Philippines           | ngày 10 tháng 6 năm 2015  | SEA Games 2015       | Kallang, Singapore          | [ 9 ]                |                      |                      |
| Vượt chướng ngại vật 3000 m   | 8:40.77 | Eduardo Buenavista                                                                   | Philippines           | ngày 12 tháng 12 năm 2001 | SEA Games 2001       | Kuala Lumpur, Malaysia      |                      |                      |                      |
|                               | |                                                                                      |                       |                           |                      |                             |                      |                      |                      |
| Nhảy cao                      | 2.24 m | Loo Kum Zee                                                                          | Malaysia              | ngày 14 tháng 12 năm 1995 | SEA Games 1995       | Chiang Mai, Thái Lan        |                      |                      |                      |
| Nhảy cao                      | 2.24 m | Nauraj Singh Randhawa                                                                | Malaysia              | ngày 26 tháng 8 năm 2017  | SEA Games 2017       | Kuala Lumpur, Malaysia      | [ 10 ]               |                      |                      |
| Nhảy cao                      | 2.24 m | Lee Hup Wei                                                                          | Malaysia              | ngày 26 tháng 8 năm 2017  | SEA Games 2017       | Kuala Lumpur, Malaysia      | [ 10 ]               |                      |                      |
| Nhảy xa                       | 8.03 m (+0.5 m/s) | Sapwaturrahman                                                                       | Indonesia             | ngày 7 tháng 12 năm 2019  | SEA Games 2019       | New Clark, Philippines      | [ 11 ]               |                      |                      |
| Nhảy sào                      | 5.45 m | Ernest Obiena                                                                        | Philippines           | ngày 7 tháng 12 năm 2019  | SEA Games 2019       | New Clark, Philippines      | [ 12 ]               |                      |                      |
| Nhảy ba bước                  | 16.77 m (+0.2 m/s) NR | Muhammad Hakimi Ismail                                                               | Malaysia              | ngày 23 tháng 8 năm 2017  | SEA Games 2017       | Kuala Lumpur, Malaysia      | [ 13 ]               |                      |                      |
| Đẩy tạ                        | 17.74 m | Chatchawal Polyiam                                                                   | Thái Lan              | ngày 13 tháng 11 năm 2011 | SEA Games 2011       | Palembang, Indonesia        | [ 14 ] [ 15 ]        |                      |                      |
| Ném đĩa                       | 59.50 m | Wong Tuck Yim                                                                        | Singapore             | ngày 8 tháng 8 năm 1999   | SEA Games 1999       | Bandar Seri Begawan, Brunei |                      |                      |                      |
| Ném tạ xích (ném búa)         | 67.56 m =NR | Kittipong Boonmawan                                                                  | Thái Lan              | ngày 7 tháng 12 năm 2019  | SEA Games 2019       | New Clark, Philippines      | [ 16 ]               |                      |                      |
| Ném lao                       | 76.30 m | Peerachet Jantra                                                                     | Thái Lan              | ngày 17 tháng 12 năm 2013 | SEA Games 2013       | Naypyidaw, Myanmar          | [ 17 ]               |                      |                      |
| Mười môn phối hợp             | 7558 điểm | Vũ Văn Huyện                                                                         | Việt Nam              | 13–14 tháng 12 năm 2009   | SEA Games 2009       | Vientiane, Lào              |                      |                      |                      |
| Mười môn phối hợp             | \| Ngày thi đấu đầu tiên \| Ngày thi đấu đầu tiên \| Ngày thi đấu đầu tiên \| Ngày thi đấu đầu tiên \| Ngày thi đấu đầu tiên \| Ngày thi đấu thứ hai \| Ngày thi đấu thứ hai \| Ngày thi đấu thứ hai \| Ngày thi đấu thứ hai \| Ngày thi đấu thứ hai \| \| 100 m (gió) \| Nhảy xa (gió) \| Đẩy tạ \| Nhảy cao \| 400 m \| 110 m vượt rào (gió) \| Ném đĩa \| Nhảy sào \| Ném lao \| 1500 m \| \| --------------------- \| --------------------- \| --------------------- \| --------------------- \| --------------------- \| -------------------- \| -------------------- \| -------------------- \| -------------------- \| -------------------- \| \| 10,78 s \| 7,09 m \| 11,83 m \| 2,01 m \| 49,10 s \| 15,15 s \| 39,42 m \| 4,40 m \| 55,72 m \| 4:40.77 \| |                                                                                      |                       |                           |                      |                             |                      |                      |                      |
|                               | |                                                                                      |                       |                           |                      |                             |                      |                      |                      |
| Đi bộ 20.000 m (sân vận động) | 1:32:11.27 | Hendro Yap                                                                           | Indonesia             | ngày 22 tháng 8 năm 2017  | SEA Games 2017       | Kuala Lumpur, Malaysia      | [ 18 ] [ 19 ]        |                      |                      |
| Đi bộ 20 km (đường)           | 1:29:13 | Harbans Singh Narinde                                                                | Malaysia              | ngày 14 tháng 10 năm 1997 | SEA Games 1997       | Jakarta, Indonesia          |                      |                      |                      |
| Marathon                      | 2:20:27.00 | Eduardus Nabunome                                                                    | Indonesia             | ngày 19 tháng 10 năm 1997 | SEA Games 1997       | Jakarta, Indonesia          |                      |                      |                      |
|                               | |                                                                                      |                       |                           |                      |                             |                      |                      |                      |
| Tiếp sức 4×100 m              | 38.90 | Bandit Chuangchai Jaran Sathoengram Kritsada Namsuwun Nutthapong Veeravongratanasiri | Thái Lan              | ngày 25 tháng 8 năm 2017  | SEA Games 2017       | Kuala Lumpur, Malaysia      | [ 20 ]               |                      |                      |
| Tiếp sức 4×400 m              | 3:05.47 | Virot Sornhirun Chanond Keanchan Yuthana Thonglek Aktawat Sakoolchan                 | Thái Lan              | ngày 15 tháng 12 năm 1995 | SEA Games 1995       | Chiang Mai, Thái Lan        |                      |                      |                      |
| Ngày thi đấu đầu tiên         | Ngày thi đấu đầu tiên | Ngày thi đấu đầu tiên                                                                | Ngày thi đấu đầu tiên | Ngày thi đấu đầu tiên     | Ngày thi đấu thứ hai | Ngày thi đấu thứ hai        | Ngày thi đấu thứ hai | Ngày thi đấu thứ hai | Ngày thi đấu thứ hai |
| 100 m (gió)                   | Nhảy xa (gió) | Đẩy tạ                                                                               | Nhảy cao              | 400 m                     | 110 m vượt rào (gió) | Ném đĩa                     | Nhảy sào             | Ném lao              | 1500 m               |
| 10,78 s                       | 7,09 m | 11,83 m                                                                              | 2,01 m                | 49,10 s                   | 15,15 s              | 39,42 m                     | 4,40 m               | 55,72 m              | 4:40.77              |

| Ký hiệu:           | Ký hiệu:         | Ký hiệu:           | Ký hiệu:                       |
| ------------------ | ---------------- | ------------------ | ------------------------------ |
| WR Kỷ lục thế giới | AR Kỷ lục châu Á | NR Kỷ lục quốc gia | PB Thành tích cá nhân tốt nhất |

## Nữ

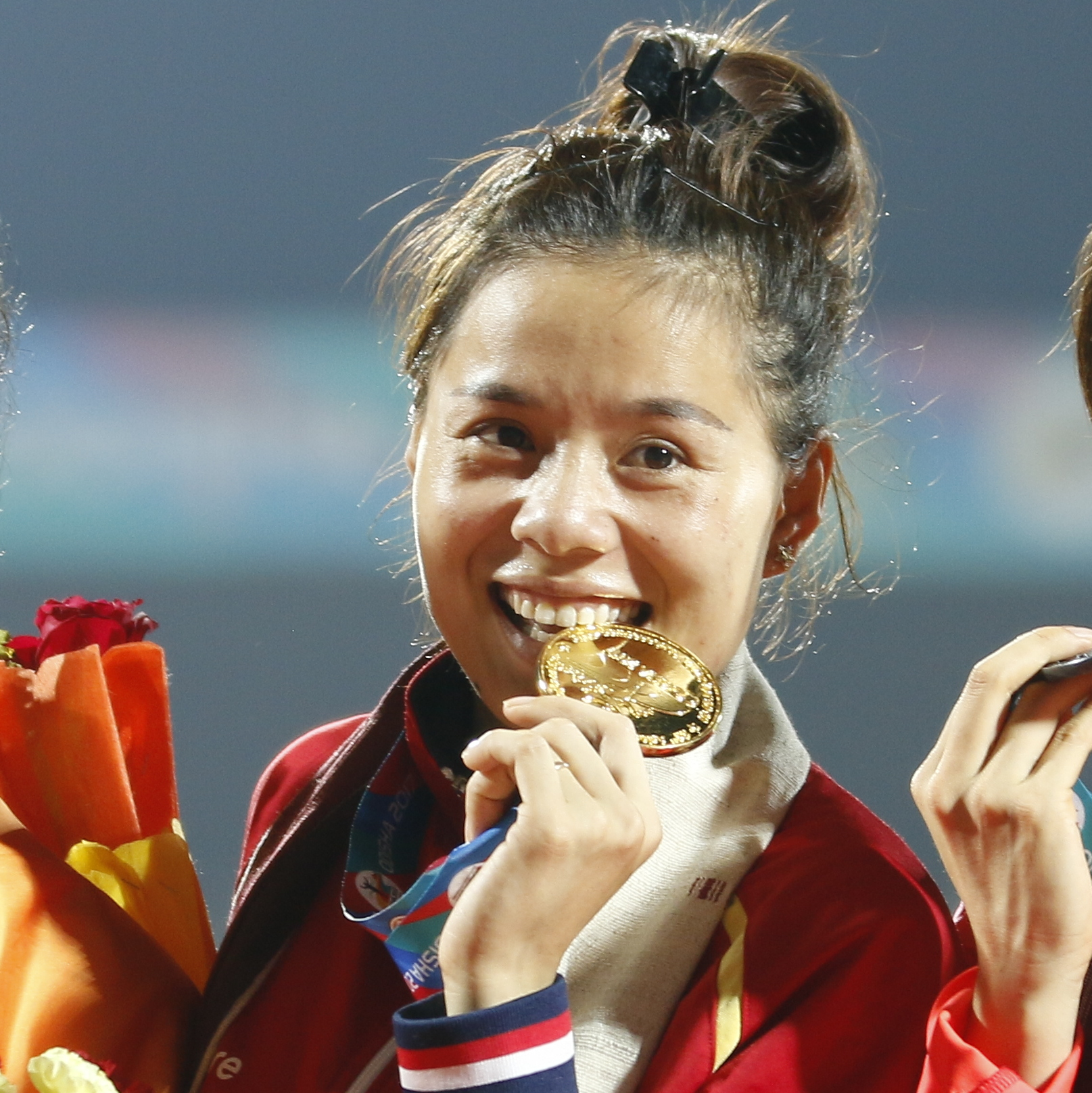
Nguyễn Thị Huyền, kỷ lục gia nội dung chạy vượt rào 400 m và tiếp sức 4×400 m

| Nội dung                      | Thành tích            | Vận động viên                                                          | Quốc tịch   | Ngày                 | Giải đấu       | Địa điểm                    | Tham khảo |
| ----------------------------- | --------------------- | ---------------------------------------------------------------------- | ----------- | -------------------- | -------------- | --------------------------- | --------- |
| 100 m                         | 11.28 (+0.9 m/s) NR   | Lydia De Vega                                                          | Philippines | 16 tháng 9 năm 1987  | SEA Games 1987 | Jakarta, Indonesia          |           |
| 200 m                         | 23.01 (0.0 m/s) NR    | Kristina Knott                                                         | Philippines | 7 tháng 12 năm 2019  | SEA Games 2019 | New Clark, Philippines      | [ 21 ]    |
| 400 m                         | 51.83 NR              | Nguyễn Thị Tĩnh                                                        | Việt Nam    | 8 tháng 12 năm 2003  | SEA Games 2003 | Hà Nội, Việt Nam            | [ 7 ]     |
| 800 m                         | 2:02.39               | Trương Thanh Hằng                                                      | Việt Nam    | 8 tháng 12 năm 2007  | SEA Games 2007 | Nakhon Ratchasima, Thái Lan |           |
| 1.500 m                       | 4:11.60               | Trương Thanh Hằng                                                      | Việt Nam    | 7 tháng 12 năm 2007  | SEA Games 2007 | Nakhon Ratchasima, Thái Lan |           |
| 5.000 m                       | 15:54.32              | Triyaningsih                                                           | Indonesia   | 8 tháng 12 năm 2007  | SEA Games 2007 | Nakhon Ratchasima, Thái Lan |           |
| 10.000 m                      | 32:49.47              | Triyaningsih                                                           | Indonesia   | 17 tháng 12 năm 2009 | SEA Games 2009 | Vientiane, Lào              |           |
|                               |                       |                                                                        |             |                      |                |                             |           |
| Vượt rào 100 m                | 12.85                 | Trecia Roberts                                                         | Thái Lan    | 9 tháng 8 năm 1999   | SEA Games 1999 | Bandar Seri Begawan, Brunei |           |
| Vượt rào 400 m                | 56.06                 | Nguyễn Thị Huyền                                                       | Việt Nam    | 22 tháng 8 năm 2017  | SEA Games 2017 | Kuala Lumpur, Malaysia      | [ 22 ]    |
| Vượt chướng ngại vật 3.000 m  | 9:52.46               | Nguyễn Thị Oanh                                                        | Việt Nam    | 15 tháng 5 năm 2022  | SEA Games 2022 | Hà Nội, Việt Nam            | [ 23 ]    |
|                               |                       |                                                                        |             |                      |                |                             |           |
| Nhảy cao                      | 1.94 m                | Noengrothai Chaipetch                                                  | Thái Lan    | 14 tháng 12 năm 2009 | SEA Games 2009 | Vientiane, Lào              |           |
| Nhảy sào                      | 4.25 m                | Natalie Uy                                                             | Philippines | 8 tháng 12 năm 2019  | SEA Games 2019 | New Clark, Philippines      | [ 24 ]    |
| Nhảy xa                       | 6.71 m                | Marestella Torres                                                      | Philippines | 12 tháng 11 năm 2011 | SEA Games 2011 | Palembang, Indonesia        | [ 25 ]    |
| Nhảy ba bước                  | 14.17 m (-0.7 m/s) NR | Maria Natalia Londa                                                    | Indonesia   | 17 tháng 12 năm 2013 | SEA Games 2013 | Naypyidaw, Myanmar          | [ 26 ]    |
| Đẩy tạ                        | 18.20 m               | Du Xianhui                                                             | Singapore   | 7 tháng 12 năm 2003  | SEA Games 2003 | Hà Nội, Việt Nam            | [ 7 ]     |
| Ném đĩa                       | 60.33 m               | Subenrat Insaeng                                                       | Thái Lan    | 9 tháng 12 năm 2019  | SEA Games 2019 | New Clark, Philippines      | [ 27 ]    |
| Ném tạ xích (ném búa)         | 59.24 m               | Grace Wong Xiu Mei                                                     | Malaysia    | 24 tháng 8 năm 2017  | SEA Games 2017 | Kuala Lumpur, Malaysia      | [ 28 ]    |
| Ném lao                       | 55.97 m               | Buoban Pamang                                                          | Thái Lan    | 7 tháng 12 năm 2007  | SEA Games 2007 | Nakhon Ratchasima, Thái Lan |           |
| Bảy môn phối hợp              | 5889 điểm             | Wassana Winatho                                                        | Thái Lan    | 11 tháng 12 năm 2007 | SEA Games 2007 | Nakhon Ratchasima, Thái Lan |           |
|                               |                       |                                                                        |             |                      |                |                             |           |
| Đi bộ 10.000 m (sân vận động) | 45:22.00              | Yuan Yufang                                                            | Malaysia    | 9 tháng 8 năm 1999   | SEA Games 1999 | Bandar Seri Begawan, Brunei |           |
| Đi bộ 20 km (đường)           | 1:37.08               | Nguyễn Thị Thanh Phúc                                                  | Việt Nam    | 15 tháng 12 năm 2013 | SEA Games 2013 | Naypyidaw, Myanmar          | [ 29 ]    |
| Marathon                      | 2:34:29               | Ruwiyati                                                               | Indonesia   | 13 tháng 12 năm 1995 | SEA Games 1995 | Chiang Mai, Thái Lan        |           |
|                               |                       |                                                                        |             |                      |                |                             |           |
| Tiếp sức 4×100 m              | 43.88 NR              | - Lê Thị Mộng Tuyền - Đỗ Thị Quyên - Trần Thị Yến Hoa - Lê Tú Chinh    | Việt Nam    | 25 tháng 8 năm 2017  | SEA Games 2017 | Kuala Lumpur, Malaysia      | [ 20 ]    |
| Tiếp sức 4×400 m              | 3:31.46 NR            | - Nguyễn Thị Oanh - Nguyễn Thị Thúy - Quách Thị Lan - Nguyễn Thị Huyền | Việt Nam    | 11 tháng 6 năm 2015  | SEA Games 2015 | Kallang, Singapore          | [ 30 ]    |

| Ký hiệu:           | Ký hiệu:         | Ký hiệu:           | Ký hiệu:                       |
| ------------------ | ---------------- | ------------------ | ------------------------------ |
| WR Kỷ lục thế giới | AR Kỷ lục châu Á | NR Kỷ lục quốc gia | PB Thành tích cá nhân tốt nhất |

## Hỗn hợp
| Nội dung         | Thành tích | Vận động viên                                                                             | Quốc tịch   | Ngày                | Giải đấu       | Địa điểm               | Tham khảo     |
| ---------------- | ---------- | ----------------------------------------------------------------------------------------- | ----------- | ------------------- | -------------- | ---------------------- | ------------- |
| Tiếp sức 4×100 m | 41.67      | - Eloiza Luzon (nữ) - Anfernee Lopena (nam) - Kristina Knott (nữ) - Eric Cray (nam)       | Philippines | 8 tháng 12 năm 2019 | SEA Games 2019 | New Clark, Philippines | [ 31 ] [ 32 ] |
| Tiếp sức 4×400 m | 3:19.50 NR | - Nguyễn Thị Hằng (nữ) - Trần Nhật Hoàng (nam) - Quách Thị Lan (nữ) - Trần Đình Sơn (nam) | Việt Nam    | 7 tháng 12 năm 2019 | SEA Games 2019 | New Clark, Philippines | [ 33 ] [ 34 ] |

| Ký hiệu:           | Ký hiệu:         | Ký hiệu:           | Ký hiệu: |
| ------------------ | ---------------- | ------------------ | -------- |
| WR Kỷ lục thế giới | AR Kỷ lục châu Á | NR Kỷ lục quốc gia |          |